# .gy
.gy는 가이아나의 인터넷 국가 코드 최상위 도메인이다. 가이아나 대학교 웹사이트에서 관리한다.

## 2차 도메인
- .co.gy
- .com.gy
- .org.gy
- .net.gy
- .edu.gy
- .gov.gy